# Pehowa
Pehowa è una città dell'India di 33.547 abitanti, situata nel distretto di Kurukshetra, nello stato federato dell'Haryana. In base al numero di abitanti la città rientra nella classe III (da 20.000 a 49.999 persone).

## Geografia fisica
La città è situata a 29° 58' 60 N e 76° 34' 60 E e ha un'altitudine di 223 m s.l.m..

## Società

### Evoluzione demografica
Al censimento del 2001 la popolazione di Pehowa assommava a 33.547 persone, delle quali 17.907 maschi e 15.640 femmine. I bambini di età inferiore o uguale ai sei anni assommavano a 4.353, dei quali 2.442 maschi e 1.911 femmine. Infine, coloro che erano in grado di saper almeno leggere e scrivere erano 23.205, dei quali 13.184 maschi e 10.021 femmine.